# Az Egyesült Nemzetek Szervezete Biztonsági Tanácsának 1695. számú határozata
Az Egyesült Nemzetek Szervezete Biztonsági Tanácsának 1695. számú határozata, melyet az ENSZ BT egyhangúlag fogadott el, mely megtiltja minden olyan anyagnak a Koreai Népi Demokratikus Köztársaság részére történő értékesítését, mely alkalmas rakétaprogramjának szélesítésére. A jogszabály elítéli Észak-Koreának a 2006. július 4-én végrehajtott kísérleti rakétakilövését. A határozat hossza és megszövegezése a határozott fellépést és szankciókat támogató USA, Franciaország és Japán valamint a kevésbé erőteljes határozatot támogató Kína és Oroszország közötti kompromisszum eredményeképp jött létre. A szövegben Kína és Oroszország kérésére nem szerepel utalás az ENSZ Alapokmány VII. Fejezetére. John R. Bolton, az Egyesült Államok ENSZ-hez delegált nagykövete szerint Észak-Korea rekordidő, mindössze 47 perc alatt visszautasította a határozatot, amelynek meghozatalát az Egyesült Államok és Japán szorgalmazta.
A határozat az ENSZ minden tagállamának megtiltja, hogy rakéta vagy tömegpusztító fegyver előállítására alkalmas anyagot vagy technológiát adjon el Észak-Koreának, és megtiltotta, hogy Phenjantól fegyvereket vagy technológiákat fogadjon el.

## Lásd még
- Az Egyesült Nemzetek Szervezete Biztonsági Tanácsának 1718. számú határozata

## Fordítás
- Ez a szócikk részben vagy egészben  az   United Nations Security Council Resolution 1695 című angol Wikipédia-szócikk ezen változatának fordításán alapul.  Az eredeti cikk szerkesztőit annak laptörténete sorolja fel. Ez a jelzés csupán a megfogalmazás eredetét és a szerzői jogokat jelzi, nem szolgál a cikkben szereplő információk forrásmegjelöléseként.